# Achaz
Achaz (hebrejsky: אָחָז‎, Achaz), v českých překladech Bible přepisováno též jako Achas, byl z Davidovské dynastie v pořadí jedenáctý král samostatného Judského království. Jeho jméno se vykládá jako „(Bůh) uchopil“. Moderní historikové a archeologové uvádějí, že vládl asi v letech 743 př. n. l. až 727 př. n. l. Podle kroniky Davida Ganse by však jeho kralování mělo spadat do let 3183–3199 od stvoření světa neboli do let 579–562 před naším letopočtem, což odpovídá 16 letům vlády, jak je uvedeno v Tanachu.
Achaz usedl na judský trůn v Jeruzalémě ve svých 20 letech, a to po smrti svého otce, krále Jótama. Do dějin se zapsal jako odporný modloslužebník, který v Údolí syna Hinómova „spaloval své syny ohněm podle ohavností pronárodů, které Hospodin před Izraelci vyhnal.“ Za jeho vlády bylo Judsko napadeno koaličním vojskem aramejského krále Resína a izraelského krále Pekacha. V boji bylo pobito 120 tisíc judských mužů a zajato 200 tisíc judských žen a dětí. Tito zajatci byli odvedeni do Samaří za účelem prodeje do otroctví, ale proti tomuto postupu ostře vystoupil prorok Obéd a na svou stranu získal význačné představitele severo-izraelského království. Ti nakonec tyto zajatce vrátili zpět na území judského království. Místo, aby se Achaz z celé situace poučil, a dal na rady proroka Izajáše, i nadále pokračoval v modloslužbě. Když pak začal mít problém s nájezdy Edómců a Pelištejců, obrátil se s žádostí o vojenskou pomoc k asyrským králům. Nakonec k němu přitáhl asyrský král Tiglat-pileser, ale místo účinné pomoci se od něj dočkal vydrancování královské pokladny. Aby pokladnu znovu naplnil, nechal z jeruzalémského Chrámu osekat veškeré zlato a zavřel jeho dveře. Achaz umírá v době naprostého náboženského úpadku judských obyvatel a na judský trůn usedá Achazův syn Chizkijáš.
Za neslavné vlády Achazovy působili bibličtí proroci Izajáš, Ozeáš a Micheáš.